# Odontolochus burgeoni
Odontolochus burgeoni är en skalbaggsart som beskrevs av Antoine Boucomont 1930. Odontolochus burgeoni ingår i släktet Odontolochus och familjen Aphodiidae. Inga underarter finns listade i Catalogue of Life.